# 13039 Авасіма
13039 Авасіма (13039 Awashima) — астероїд головного поясу, відкритий 27 березня 1990 року.
Тіссеранів параметр щодо Юпітера — 3,147.